# Municipio de Solomon (condado de Saline)
El municipio de Solomon (en inglés: Solomon Township) es un municipio ubicado en el condado de Saline en el estado estadounidense de Kansas. En el año 2010 tenía una población de 309 habitantes y una densidad poblacional de 3,3 personas por km².

## Geografía
El municipio de Solomon se encuentra ubicado en las coordenadas 38°49′38″N 97°25′56″O / 38.82722, -97.43222. Según la Oficina del Censo de los Estados Unidos, el municipio tiene una superficie total de 93.68 km², de la cual 93,66 km² corresponden a tierra firme y (0,02 %) 0,02 km² es agua.

## Demografía
Según el censo de 2010, había 309 personas residiendo en el municipio de Solomon. La densidad de población era de 3,3 hab./km². De los 309 habitantes, el municipio de Solomon estaba compuesto por el 96,76 % blancos, el 0,97 % eran asiáticos, el 1,62 % eran de otras razas y el 0,65 % eran de una mezcla de razas. Del total de la población el 3,56 % eran hispanos o latinos de cualquier raza.